# Turid Balke

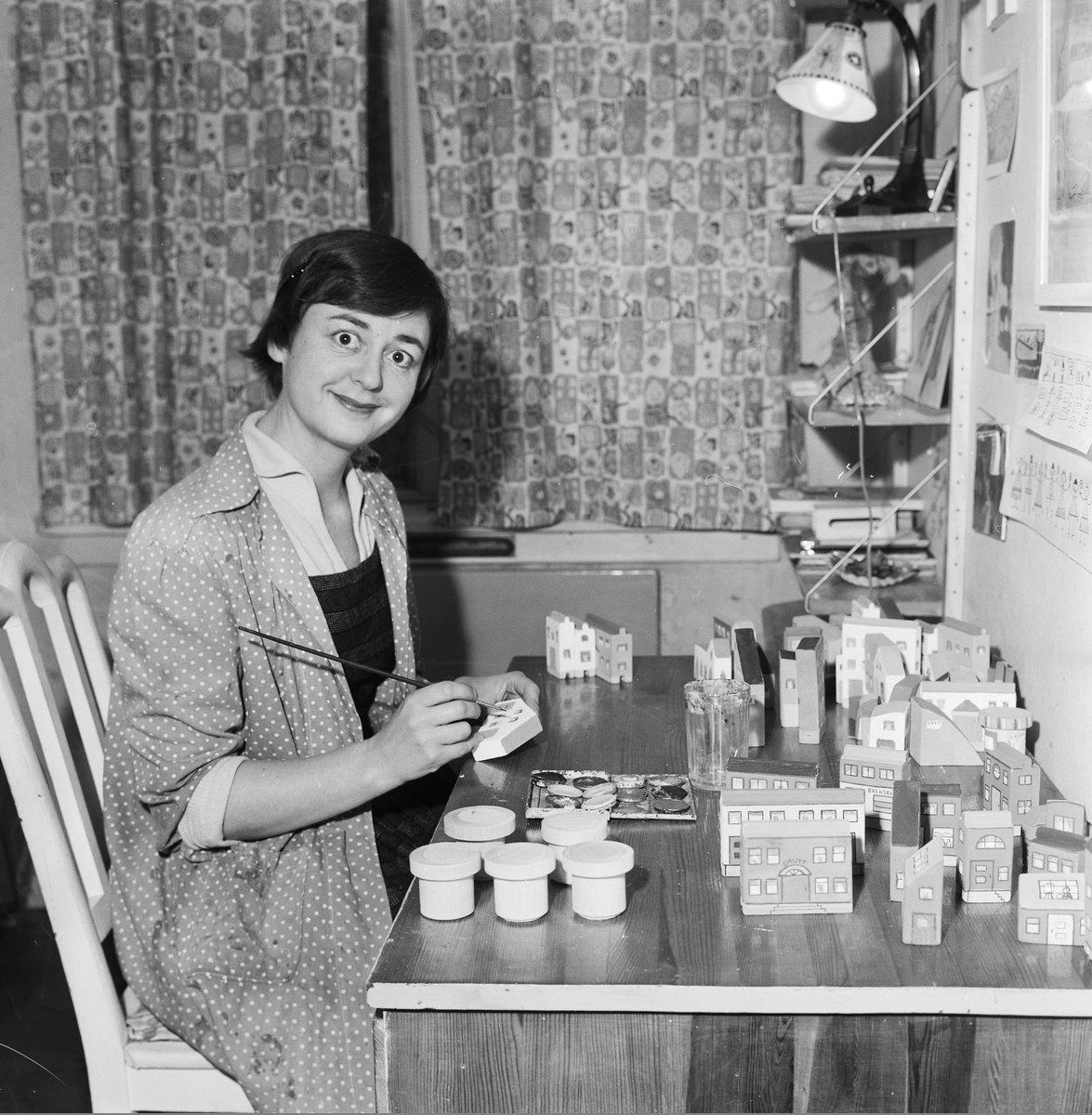
Turid Balke år 1958.

Turid Balke född 5 juli 1921 i Kirkenes, död 5 januari 2000 i Oslo, var en norsk skådespelare, dramatiker och formgivare, som spelade en viktig roll inom den norska barnteatern.
Balke var skådespelare från 1952, och var bland annat anställd vid Trøndelag Teater, Folketeatret och Chat Noir. Hon var en originell karaktärsskådespelare, och användes ofta i absurda biroller både på scen och i film. Hon spelade Petrea i Nils Kjærs Det lykkelige valg och Hilde i Henrik Ibsens Frun från havet. Fortfarande ganska ung gjorde hon stor lycka som gamla Kvitugla i Olav Duuns Medmenneske. Av hennes filmer kan nämnas Støv på hjernen (1959), Den stora skattjakten (1959), Norges söner (1961) och de två Kamilla og tyven-filmerna (1987–1989).
Balke spelade också en central roll inom norsk barnteater, både som regissör, scenograf och skådespelare i egen barndramatik, från En modig mygg (Nationaltheatret, 1972) till Den snille slemme bakeren (1986–1989, vid Hålogaland teater, Riksteatret och Den Nationale Scene). Hon drev tillsammans med Pernille Anker Scene 7:s barnteaterverksamhet (1972–1974) och Frigruppen Filiokusteatret (1975–1982).

## Filmografi (urval)
- 1953 – Brudebuketten
- 1958 – Pastor Jarman kommer hjem
- 1958 – Lån meg din kone
- 1958 – Bustenskjold
- 1959 – Støv på hjernen
- 1959 – Den stora skattjakten
- 1961 – Norges söner
- 1961 – Et øye på hver finger
- 1962 – Sønner av Norge kjøper bil
- 1976 – Olsenbanden i full fart
- 1984 – Lykkeland
- 1987 – Kamilla og tyven
- 1989 – Kamilla og tyven II
- 1989 – Mardrömmen (TV-serie) (norsk-svensk)
- 1989 – Tidlös kärlek
- 1999 – Den 13:e krigaren